# Kwintus Lutacjusz Katulus Kapitoliński
Kwintus Lutacjusz Katulus Kapitoliński (Quintus Lutatius Catulus Capitolinus) (ur. ok. 121 p.n.e., zm. 60 p.n.e.) – konsul rzymski.

## Życiorys
Syn Kwintusa Lutacjusza Katulusa, konsula w 102 p.n.e. i prawdopodobnie Domicji. W latach 102–101 p.n.e. w czasie wojny z Cymbrami służył w armii pod dowództwem ojca. W 100 p.n.e. brał udział w stłumieniu ruchu trybuna ludowego Apulejusza Saturninusa. Wspomina o tym Cyceron w mowie obrończej Pro Rabirio Perduellionis Reo. W latach 90– 89 p.n.e. wojował przeciw Italikom znów pod dowództwem ojca. W 87 p.n.e., gdy w wyniku wojny domowej Gajusz Mariusz i Lucjusz Korneliusz Cynna zajęli Rzym i wprowadzili politykę terroru,ojciec Katulusa spodziewając się egzekucji, popełnił samobójstwo. Po tym wydarzeniu w 86 p.n.e. Katulus zbiegł do Sulli do Grecji.
W 81 p.n.e. został pretorem. W 78 p.n.e. wybrany konsulem wraz z Markiem Lepidusem, który osiągnął konsulat dzięki poparciu Pompejusza, a wbrew opinii Sulli. Ten ostatni publicznie wyraził swoje niezadowolenie z tego, że Pompejusz ponad najgodniejszego Katulusa postawił Lepidusa. Katullus pozostawał w ostrym konflikcie ze swoim kolegą w konsulacie. Uniemożliwił mu przeprowadzenie programu cofający uregulowania Sulli: przywrócenie znaczenia trybunatowi plebejskiemu, zwrócenia skonfiskowanych majątków poprzednim właścicielom, wprowadzenia nowych ustaw przywracających rozdawnictwo zbożowe. Gdy Lepidus wszczął w końcu rebelię i zdecydował się na jawną walkę z senatem, Katulus stał się przywódcą stronnictwa przeciwnego i na mocy senatus consultum ultimum został upoważniony do stłumienia powstania. Dowództwo sił wiernych senatowi objął Pompejusz Wielki, część oddziałów rekrutując z własnych zasobów. W 77 p.n.e. Lepidus poniósł klęskę w bitwie w pobliżu Rzymu i został zmuszony do opuszczenia Italii. Mimo rozkazów Katulusa, Pompejusz nie rozwiązał swojej armii i wymógł na senacie wysłanie go do Hiszpanii na wojnę z Sertoriuszem.
Lutacjusz Katulus cieszył się znacznym autorytetem w senacie, stale wspierając politykę optymatów. W czasie konsulatu otrzymał zadanie odbudowy spalonej w 83 p.n.e. świątyni Jowisza Kapitolińskiego. Gdy w czasie swojego edylatu Cezar chcąc przywrócić znaczenie stronnictwu popularów ponownie ustawił na Kapitolu posąg Mariusza i jego trofea wojenne to Katulus najostrzej sprzeciwił się temu w senacie, oskarżając Cezara o dążenie do jedynowładztwa i atak na Rzeczpospolitą.
W 76 p.n.e. wszedł w kolegium pontyfików. W 73 p.n.e. poparł uniewinnienie Lucjusza Katyliny, oskarżonego o romans z westalką. Występował przeciw ustawie Aulusa Gabiniusza (lex Gabinia) przyznającej imperium (władzę równą władzy namiestników prokonsularnych we wszystkich prowincjach na głębokość 400 stadiów od morza) Pompejuszowi na wojnę z piratami. W przytoczonej przez Kasjusza Diona mowie argumentował, że nie powinno się powierzać tej samej osobie tylu stanowisk po kolei, wskazując Mariusza i Sullę jako negatywne przykłady do czego to prowadzi, że sprawy republiki powinno się powierzać wybieranym zgodnie z prawem na rok konsulom, pretorom i innym urzędnikom a nie tworzyć nadzwyczajne pełnomocnictwa, że niebezpieczne dla państwa jest składanie w ręce jednego człowieka zbyt wielkiej władzy. Według Wellejusza Paterkulusa dobrowolnie zaprzestał sprzeciwu wobec zgodnego stanowiska ogółu i zaszczytnym dla niego głosom, że w razie potrzeby jemu samemu przyznano by taką władzę. Sprzeciwiał się także ustawie Manliusza (lex Manlia) mianującej Pompejusza dowódcą w wojnie z Mitrydatesem.
W 65 p.n.e. był cenzorem; zablokował usiłowania swojego kolegi Marka Krassusa przyznania obywatelstwa mieszkańcom Galii Transpadańskiej i obłożenia daniną Egiptu; w rezultacie obaj złożyli urząd nie przeprowadzając spisu. W żywocie Katona Młodszego Plutarch relacjonuje konflikt Katulusa i Katona w sprawie ukarania jednego z urzędników. Katon zarzucał Katulusowi niegodne cenzora poparcie dla nieuczciwego człowieka. W 63 p.n.e. starał się o godność najwyższego kapłana, Pontifex Maximus po zmarłym Metellusie Piusie. Kandydaturę swoją zgłosił też Cezar. Według Plutarcha Katulus obawiając się przegranej próbował przekupić Cezara, by ten wycofał swą kandydaturę, ale spotkał się z odmową. Doszło do wyborów i Katulus przegrał wybory z Cezarem, mimo że powszechnie był uważany za najgodniejszego senatora.
W 63 p.n.e. doszło do spisku pod przywództwem Lucjusz Sergiusza Katyliny. W czasie obrad senatu Katulus odczytał list od Katyliny, w którym ten tłumaczy się, że opuszcza miasto oplątany siecią fałszywych zarzutów i próbuje usprawiedliwiać swoje postępowanie, a tymczasem powierza Katulusowi dbanie o swoją żonę, Orestillę i pasierbicę. Katulus tym niemniej aktywnie wspierał Cycerona w walce ze spiskiem Katyliny; występował o karę śmierci dla jego uczestników; wraz z Katonem zawzięcie sprzeciwili się wnioskom Cezara o zastosowanie tylko uwięzienia spiskowców, rzucili nawet na Cezara podejrzenia, że sam sprzyjał spiskowcom i próbowali skłonić konsula, Cycerona do podjęcia kroków przeciw Cezarowi. W 62 p.n.e. Cezar, w pierwszym dniu swojego urzędowania jako pretor, oskarżył Katulusa o niegospodarność funduszami publicznymi (disquisitio de peculatu) przy odbudowie tej świątyni i próbował przekazać pieczę nad tym zadaniem Pompejuszowi. Zdecydowany opór ze strony optymatów zmusił Cezara do poniechania tych wniosków. Zmarł w pierwszej połowie 60 p.n.e. śmiercią naturalną, jako ogólnie podziwiany i szanowany polityk, który zawsze przedkładał dobro ogółu nad wszystko inne nie dożywając wojny domowej między Cezarem i Pompejuszem, która przyniosła kres republice.